# Nationalpark Lauca
Der Nationalpark Lauca (span. Parque Nacional Lauca) ist der nördlichste Nationalpark in Chile und Biosphärenreservat der UNESCO.

## Lage
Er beginnt etwa 12 km östlich der Ortschaft Putre in der Región de Arica y Parinacota, Provincia de Arica, dicht an der Grenze zu Bolivien und umfasst rund 1300 Quadratkilometer. Der Verwaltungssitz befindet sich in Parinacota.

## Klima
Am Tag ist es mit 5–20 °C relativ angenehm, die Nächte dagegen sind oft sehr kalt (bis −15 °C). Im Hochland gibt es trockenes Grasland, aber auch feuchtere Gebiete. Die extreme Höhe des Parks und die dünne Höhenluft können bei Parkbesuchern zu körperlichen Beschwerden führen.

## Topographie
Der Nationalpark ist geprägt durch die Anden-Gebirgskette. Riesige Berge und Vulkane mit bis zu 6300 m umgeben den Park. Markant sind die vielen Vulkane, meist Sechstausender.
- Volcán Parinacota mit 6342 m Höhe
- Volcán Pomerape mit 6286 m Höhe
- Volcán Guallatire mit 6071 m Höhe
- Cerro Acotango mit 6052 m Höhe

In der Nähe der Vulkane liegt der Lago Chungará auf 4520 m Höhe. Der rund 21 km² große See gehört zu den höchstgelegenen Seen der Welt. In Jurasi kann man die heißen Quellen besuchen und sich im Dorf Parinacota über die Kultur der indigenen Einwohner informieren. Weitere Attraktionen sind Kletter- und Angeltouren. Der Park wird von der CONAF, der chilenischen Forstbehörde, verwaltet. Von der Laguna Parinacota wird mit einem Kanal Wasser in Richtung der trockenen Küstenregion abgeführt. Die wichtigsten Flüsse sind der Río Lauca und der Río Lluta.

## Tierwelt
Der Nationalpark bietet eine reiche Tierwelt, dazu gehören z. B. auch Guanacos, Vikunjas und Gabelhirsche. Darüber hinaus leben rund 140 verschiedene Vogelarten im Park, der sich in Höhen zwischen 4000 und über 6000 m Höhe befindet. Andenkondore, Pumas und Vizcachas sind weitere Bewohner des Parks.
Im Süden des angrenzenden Schutzgebietes Reserva nacional Las Vicuñas (nochmals 2000 Quadratkilometer) liegt der große Salzsee Salar de Surire auf 4245 m mit seinen Thermalquellen. Hier kann man Flamingos, Vicuñas und Lamas beobachten. Das Monumento Natural Salar de Surire wurde 1983 eingerichtet und umfasst rund 175 km².

## Bilder

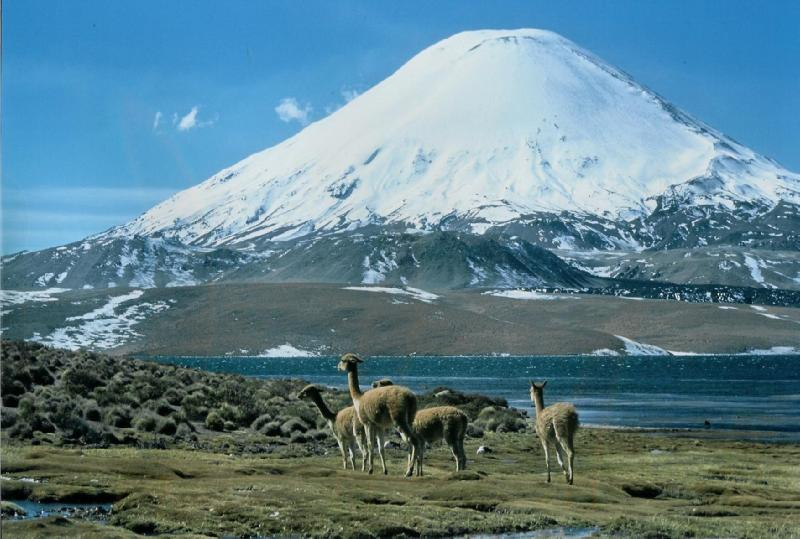
Vikunjas
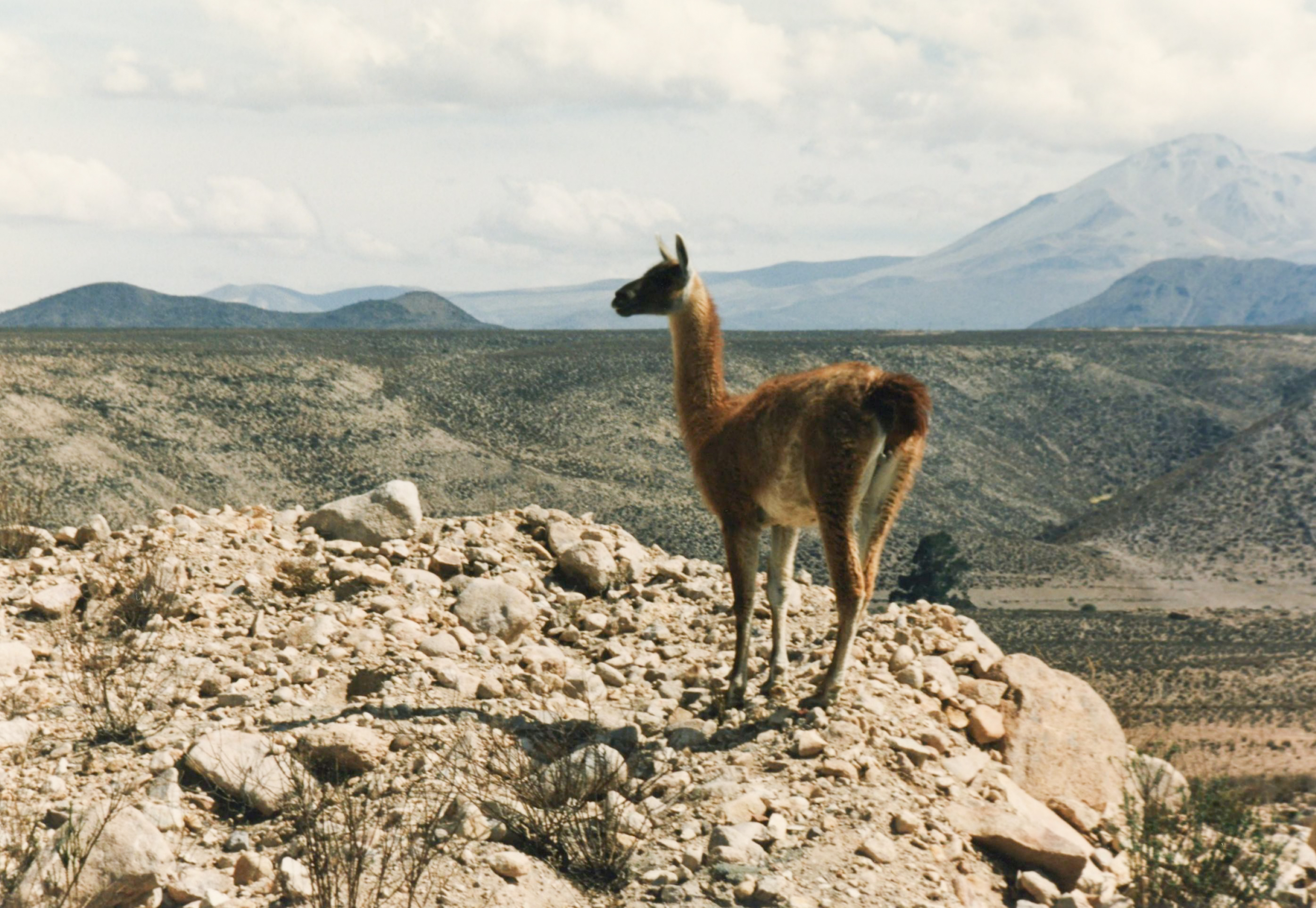
Guanako im Lauca-Nationalpark
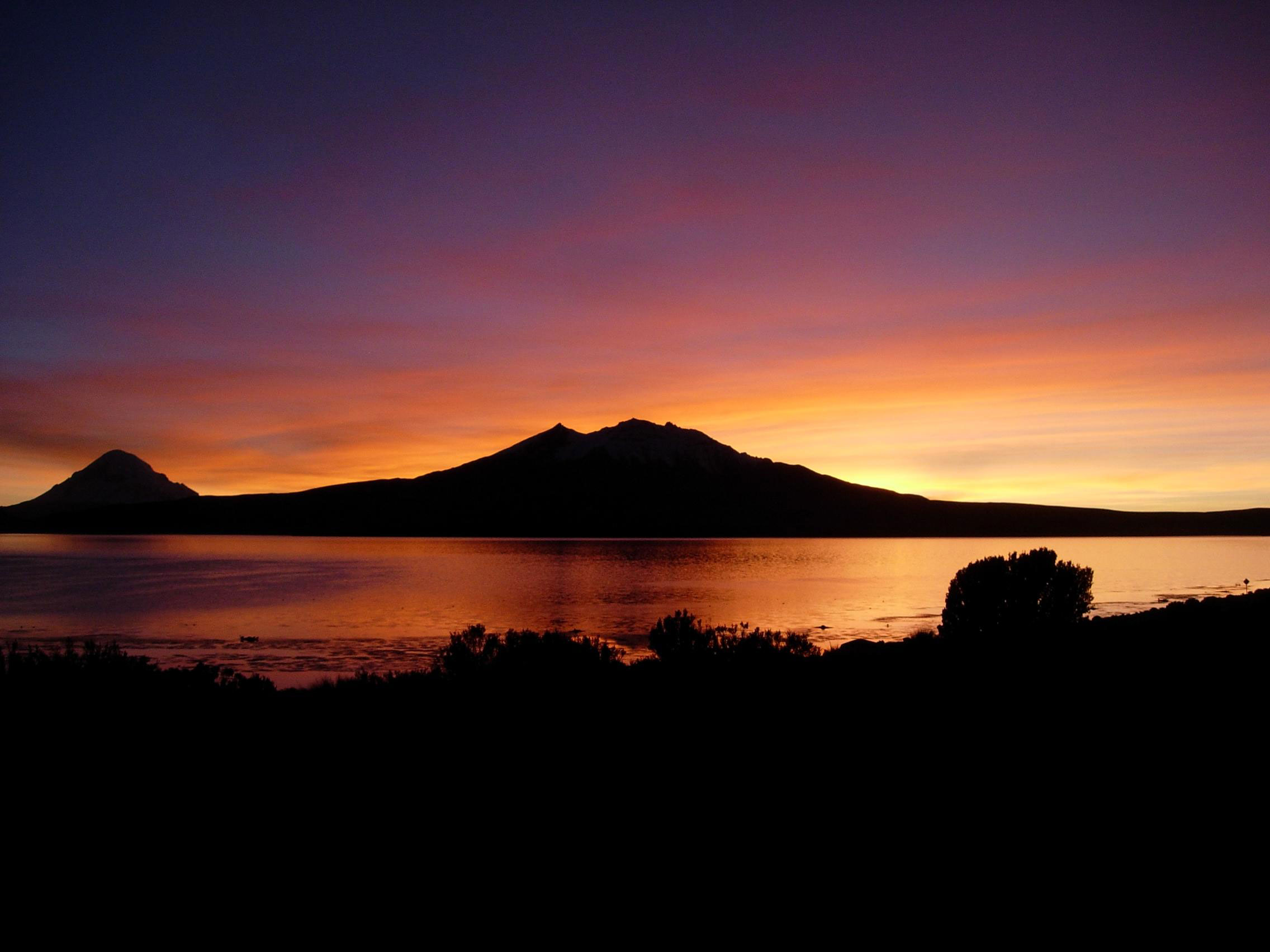
Blick über den Lago Chungará bei Sonnenaufgang
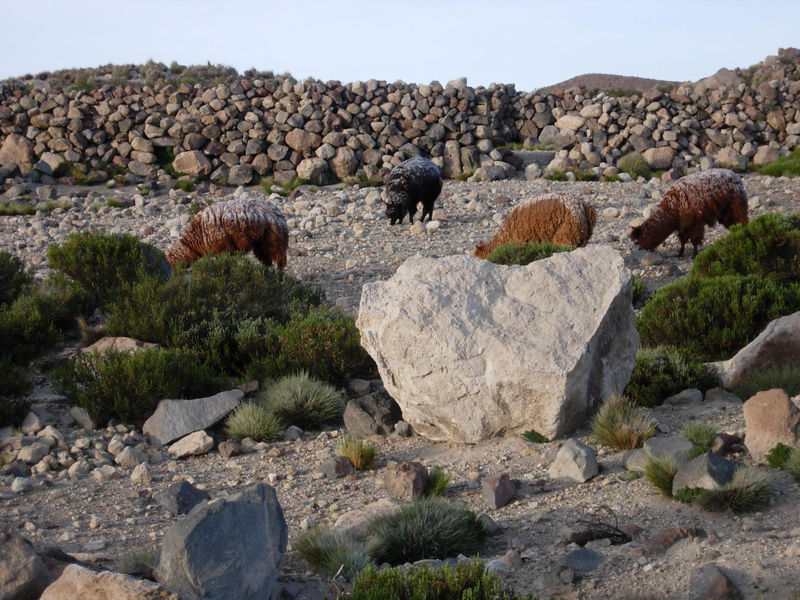
Alpacas mit Raureif auf dem Rücken
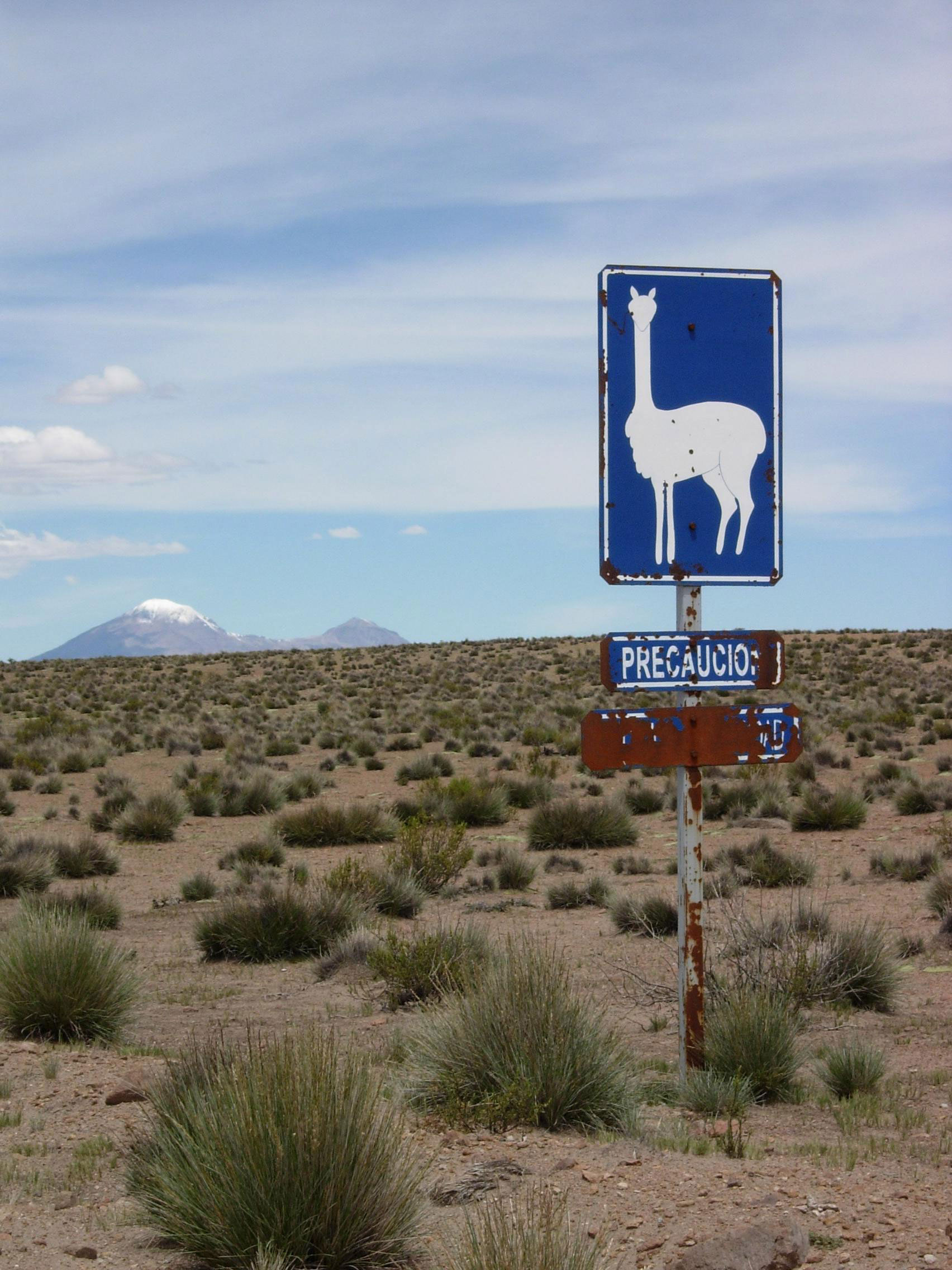
Straßenschild